# Letzte Instanz (Band)/Diskografie
Diese Diskografie ist eine Übersicht über die musikalischen Werke der deutschen Rockband Letzte Instanz, inklusive des Vorgängerprojekts Resistance. Ihre erfolgreichste Veröffentlichung ist das zwölfte Studioalbum Liebe im Krieg, mit dem sie erstmals die Top 10 der deutschen Albumcharts erreichte.

## Alben

### Studioalben
| Jahr | Titel Musiklabel                                                       | Höchstplatzierung, Gesamtwochen, AuszeichnungChartplatzierungen (Jahr, Titel, Musiklabel, Platzierungen, Wochen, Auszeichnungen, Anmerkungen) | Höchstplatzierung, Gesamtwochen, AuszeichnungChartplatzierungen (Jahr, Titel, Musiklabel, Platzierungen, Wochen, Auszeichnungen, Anmerkungen) | Höchstplatzierung, Gesamtwochen, AuszeichnungChartplatzierungen (Jahr, Titel, Musiklabel, Platzierungen, Wochen, Auszeichnungen, Anmerkungen) | Anmerkungen                               |
| Jahr | Titel Musiklabel                                                       | DE | AT | CH | Anmerkungen                               |
| ---- | ---------------------------------------------------------------------- | --- | --- | --- | ----------------------------------------- |
| 1996 | Aufstand der Zwerge Eigenvertrieb                                      | — | — | — | Erstveröffentlichung: 1996 als Resistance |
| 1998 | Brachialromantik Costbar                                               | — | — | — | Erstveröffentlichung: 13. Februar 1998    |
| 1999 | Das Spiel … sich im kreise dreht Andromeda/Vielklang Musikproduktionen | — | — | — | Erstveröffentlichung: 27. August 1999     |
| 2001 | Kalter Glanz Andromeda/Vielklang Musikproduktionen                     | — | — | — | Erstveröffentlichung: 5. März 2001        |
| 2003 | Götter auf Abruf Andromeda/Vielklang Musikproduktionen                 | DE81 (1 Wo.)DE | — | — | Erstveröffentlichung: 22. September 2003  |
| 2006 | Ins Licht Drakkar Records/Sony BMG Music Entertainment                 | DE53 (1 Wo.)DE | — | — | Erstveröffentlichung: 3. Februar 2006     |
| 2007 | Wir sind Gold Drakkar Records/Sony BMG Music Entertainment             | DE61 (1 Wo.)DE | — | — | Erstveröffentlichung: 23. März 2007       |
| 2009 | Schuldig Drakkar Records                                               | DE34 (2 Wo.)DE | — | — | Erstveröffentlichung: 27. Februar 2009    |
| 2010 | Heilig Drakkar Records/Dragnet Records, Sony Music Columbia            | DE32 (1 Wo.)DE | — | — | Erstveröffentlichung: 1. Oktober 2010     |
| 2012 | Ewig Drakkar Records/Sony Music                                        | DE11 (2 Wo.)DE | AT28 (1 Wo.)AT | — | Erstveröffentlichung: 31. August 2011     |
| 2014 | Im Auge des Sturms Drakkar Records/Sony Music                          | DE14 (1 Wo.)DE | AT61 (1 Wo.)AT | — | Erstveröffentlichung: 29. August 2014     |
| 2016 | Liebe im Krieg AFM Records/Soulfood                                    | DE4 (2 Wo.)DE | AT44 (1 Wo.)AT | — | Erstveröffentlichung: 12. August 2016     |
| 2018 | Morgenland AFM Records/Soulfood                                        | DE14 (1 Wo.)DE | — | — | Erstveröffentlichung: 16. Februar 2018    |
| 2021 | Ehrenwort AFM Records/Soulfood                                         | DE24 (1 Wo.)DE | — | — | Erstveröffentlichung: 29. Oktober 2021    |

### Livealben
- 2004: Live
- 2008: Die weiße Reise: Live in Dresden
- 2009: Schuldig – Touredition

### Kompilationen
| Jahr | Titel                     | Höchstplatzierung, Gesamtwochen, AuszeichnungChartplatzierungen (Jahr, Titel, Platzierungen, Wochen, Auszeichnungen, Anmerkungen) | Höchstplatzierung, Gesamtwochen, AuszeichnungChartplatzierungen (Jahr, Titel, Platzierungen, Wochen, Auszeichnungen, Anmerkungen) | Höchstplatzierung, Gesamtwochen, AuszeichnungChartplatzierungen (Jahr, Titel, Platzierungen, Wochen, Auszeichnungen, Anmerkungen) | Anmerkungen                           |
| Jahr | Titel                     | DE | AT | CH | Anmerkungen                           |
| ---- | ------------------------- | --- | --- | --- | ------------------------------------- |
| 2013 | 15 Jahre Brachialromantik | DE83 (1 Wo.)DE | — | — | Erstveröffentlichung: 23. August 2013 |

Weitere Kompilationen
- 2007: Das weiße Lied (Akustik-Album)

### EPs
- 1995: Melonen stehen hinter mir (als Resistance; limitierte Musikkassette im Eigenvertrieb)
- 2003: Götter auf Abruf
- 2012: Tausendschön (exklusive Beilage des Sonic Seducer Magazins #09/2012)[1]
- 2024: XXVII

## Singles

### Als Leadmusiker
- 2001: Kopfkino
- 2005: Sonne
- 2006: Das Stimmlein
- 2007: Wir sind allein
- 2008: Flucht ins Glück
- 2009: Finsternis (Verkäufe: 100; limitiert)[2]
- 2010: Schau in mein Gesicht
- 2011: Neue Helden (zudem offizielle Hymne der IIHF-Eishockey-U18-WM)
- 2012: Von Anfang an
- 2014: Traum im Traum
- 2014: Hurensöhne (Original: Silly)
- 2016: Liebe im Krieg
- 2016: Weiß wie der Schnee
- 2016: Wir sind eins
- 2017: Children (feat. Orphaned Land)
- 2018: Mein Land
- 2021: Ehrenwort
- 2021: Entzündet die Feuer
- 2021: In deiner Spur
- 2021: Du bist nicht verloren

### Als Gastmusiker
- 2002: Walk on a Razor Blade (Nik Page feat. Letzte Instanz)
- 2005: Dream in a Church  (Angelzoom feat. Letzte Instanz)
- 2020: Holly Loose: Mitwirkung bei der Neuaufnahme von Nein, meine Söhne geb’ ich nicht (Reinhard Mey & Freunde)

## Beiträge für Sampler
- 2002: Vision Thing (Tributalbum: „Thank You! Sisters of Mercy“; Original: The Sisters of Mercy)
- 2014: Nein! (Revolutionary Remix) („Cold Hands Seduction – Vol. 157“, Beilage des Sonic Seducer #09/2014)
- 2015: Unsere Augen (feat. Lisa Morgenstern; „Cold Hands Seduction – Vol. 170“, Beilage des Sonic Seducer #10/2015)

## Videoalben und Musikvideos

### Videoalben
| Jahr | Titel    | Höchstplatzierung, Gesamtwochen, AuszeichnungChartplatzierungen (Jahr, Titel, Platzierungen, Wochen, Auszeichnungen, Anmerkungen) | Höchstplatzierung, Gesamtwochen, AuszeichnungChartplatzierungen (Jahr, Titel, Platzierungen, Wochen, Auszeichnungen, Anmerkungen) | Höchstplatzierung, Gesamtwochen, AuszeichnungChartplatzierungen (Jahr, Titel, Platzierungen, Wochen, Auszeichnungen, Anmerkungen) | Anmerkungen                           |
| Jahr | Titel    | DE | AT | CH | Anmerkungen                           |
| ---- | -------- | --- | --- | --- | ------------------------------------- |
| 2008 | Weißgold | DE64 a (1 Wo.)DE | — | — | Erstveröffentlichung: 22. August 2008 |

Weitere Videoalben
- 2004: Live
- 2014: 15 Jahre Brachialromantik
- 2018: M’era Luna 2016 (Beilage des Boxsets von Morgenland)

### Musikvideos
| Jahr | Titel                          | Regisseur(e) / Produzent(en)                             |
| ---- | ------------------------------ | -------------------------------------------------------- |
| 2001 | Kopfkino                       | Ralph-Torsten Lincke                                     |
| 2006 | Komm nie zurück                | Robert Grund                                             |
| 2007 | Wir sind allein                | Silvan Büge                                              |
| 2010 | Schau in mein Gesicht          |                                                          |
| 2012 | Von Anfang an                  | Nepomuk v. Fischer                                       |
| 2012 | Blind                          | Ronald Matthes, Christopher Nordhausen                   |
| 2014 | Traum im Traum                 |                                                          |
| 2015 | Unsere Augen                   | Ronald Matthes                                           |
| 2016 | Weiß wie der Schnee            | Basti Hansen                                             |
| 2016 | Wir sind eins                  | Nepomuk v. Fischer                                       |
| 2017 | Children (feat. Orphaned Land) | Ronald Matthes                                           |
| 2018 | Mein Land                      | Rico Schwibs, Andy Horst, Matteo Fabbiani, Chiara Cerami |
| 2018 | Morgenland                     | Matteo Fabbiani, Chiara Cerami                           |
| 2021 | Ehrenwort                      |                                                          |
| 2021 | Entzündet die Feuer            | Michael Winkler (Der Pakt)                               |

## Remixe
- 2005: Staubkind – Stille Tränen (Tears of Fears Remix von Letzte Instanz)
- 2008: Sara Noxx – Winter Again[14]
- 2009: Battle Scream – Creatures (Letzte Instanz RMX)
- 2010: Megaherz – Alles nur Lüge (Schuldig Remix by Rico Schwibs–Letzte Instanz)
- 2014: Lord of the Lost – Die Tomorrow – The Day After (Remix by Letzte Instanz)

## Boxsets
- 2016: Liebe im Krieg (Limited Edition) (Inhalt: Studioalbum, Livealbum Brachialleise von der Akustik Tour 2015, Siegelstempel, Siegelwachskerze, handschriftlicher Liedtext von Holly, Briefbogen und Umschlag, signierte Autogrammkarte und Echtheitszertifikat)[15]
- 2018: Morgenland Ltd. Boxset (Inhalt: Studioalbum, DVD M'era Luna 2016, Logbuch DIN A5, Aufnäher, 6 Autogrammkarten und Echtheitszertifikat) Limitiert auf 1000 Exemplare.[16]

## Statistik

### Chartauswertung
|                     | DE     | AT    | CH    |
| ------------------- | ------ | ----- | ----- |
| Nummer-eins-Alben   | DE—DE  | AT—AT | CH—CH |
| Top-10-Alben        | DE1DE  | AT—AT | CH—CH |
| Alben in den Charts | DE12DE | AT3AT | CH—CH |